# Europacup I 1981/82
De 27ste editie van de Europacup I werd voor het eerst gewonnen door het Engelse Aston Villa in de finale tegen het Duitse Bayern München.

## Voorronde
| Team #1          | Tot.  | Team #2           | 1ste wed | 2de wed |
| ---------------- | ----- | ----------------- | -------- | ------- |
| AS Saint-Étienne | 1 - 3 | BFC Dynamo Berlin | 1 - 1    | 0 - 2   |

## Eerste ronde
| Team #1               | Tot.             | Team #2              | 1ste wed | 2de wed |
| --------------------- | ---------------- | -------------------- | -------- | ------- |
| FK Austria Wien       | 3 - 2            | Partizan Tirana      | 3 - 1    | 0 - 1   |
| Dynamo Kiev           | 2 - 1            | Trabzonspor          | 1 - 0    | 1 - 1   |
| BFC Dynamo Berlin     | 3 (uitgoals) - 3 | FC Zürich            | 2 - 0    | 1 - 3   |
| Aston Villa           | 7 - 0            | Valur Reykjavík      | 5 - 0    | 2 - 0   |
| Widzew Łódź           | 2 - 6            | RSC Anderlecht       | 1 - 4    | 1 - 2   |
| Celtic FC             | 1 - 2            | Juventus             | 1 - 0    | 0 - 2   |
| Ferencvárosi TC       | 3 - 5            | TJ Baník OKD Ostrava | 3 - 2    | 0 - 3   |
| Hibernians FC         | 2 - 10           | Rode Ster Belgrado   | 1 - 2    | 1 - 8   |
| IK Start Kristiansand | 1 - 4            | AZ Alkmaar           | 1 - 3    | 0 - 1   |
| OPS Oulu              | 0 - 8            | Liverpool FC         | 0 - 1    | 0 - 7   |
| CSKA Sofia            | 1 - 0            | Real Sociedad        | 1 - 0    | 0 - 0   |
| Progrès Niedercorn    | 1 - 5            | Glentoran FC         | 1 - 1    | 0 - 4   |
| KB Kopenhagen         | 3 (uitgoals) - 3 | Athlone Town         | 1 - 1    | 2 - 2   |
| Universitatea Craiova | 3 - 2            | Olympiakos CFP       | 3 - 0    | 0 - 2   |
| SL Benfica            | 4 - 0            | Omonia Nicosia       | 3 - 0    | 1 - 0   |
| Östers IF             | 0 - 6            | Bayern München       | 0 - 1    | 0 - 5   |

## Tweede ronde
| Team #1              | Tot.             | Team #2               | 1ste wed | 2de wed      |
| -------------------- | ---------------- | --------------------- | -------- | ------------ |
| FK Austria Wien      | 1 - 2            | Dynamo Kiev           | 0 - 1    | 1 - 1        |
| BFC Dynamo Berlin    | 2 - 2 (uitgoals) | Aston Villa           | 1 - 2    | 1 - 0        |
| RSC Anderlecht       | 4 - 2            | Juventus              | 3 - 1    | 1 - 1        |
| TJ Baník OKD Ostrava | 3 - 4            | Rode Ster Belgrado    | 3 - 1    | 0 - 3        |
| AZ Alkmaar           | 4 - 5            | Liverpool FC          | 2 - 2    | 2 - 3        |
| CSKA Sofia           | 3 - 2            | Glentoran FC          | 2 - 0    | 1 - 2 (n.v.) |
| KB Kopenhagen        | 2 - 4            | Universitatea Craiova | 1 - 0    | 1 - 4        |
| SL Benfica           | 1 - 4            | Bayern München        | 0 - 0    | 1 - 4        |

## Kwartfinale
| Team #1               | Tot.  | Team #2            | 1ste wed | 2de wed      |
| --------------------- | ----- | ------------------ | -------- | ------------ |
| Dynamo Kiev           | 0 - 2 | Aston Villa        | 0 - 0    | 0 - 2        |
| RSC Anderlecht        | 4 - 2 | Rode Ster Belgrado | 2 - 1    | 2 - 1        |
| Liverpool FC          | 1 - 2 | CSKA Sofia         | 1 - 0    | 0 - 2 (n.v.) |
| Universitatea Craiova | 1 - 3 | Bayern München     | 0 - 2    | 1 - 1        |

## Halve finale
| Team #1     | Tot.  | Team #2        | 1ste wed | 2de wed |
| ----------- | ----- | -------------- | -------- | ------- |
| Aston Villa | 1 - 0 | RSC Anderlecht | 1 - 0    | 0 - 0   |
| CSKA Sofia  | 4 - 7 | Bayern München | 4 - 3    | 0 - 4   |

## Finale
| Team #1     | Res.  | Team #2        |
| ----------- | ----- | -------------- |
| Aston Villa | 1 - 0 | Bayern München |

## Kampioen
| Europacup I – Seizoen 1981/82 |
| ----------------------------- |
| Aston Villa 1ste titel        |